# Nick Sousanis
Nick Sousanis est un journaliste, critique, auteur de bande dessinée et universitaire américain.

## Publication en français
- Le Déploiement  (trad. de l'anglais par Marc Voline), Arles, Actes Sud, coll. « L'An 2 », mai 2016, 195 p. (ISBN 978-2-330-06317-7).

## Récompense
- 2018 : Prix Eisner de la meilleure histoire courte pour « A Life in Comics: The Graphic Adventures of Karen Green », sur Columbia Magazine